# Motor Music
Motor Music est un label discographique allemand, basé à Berlin.

## Histoire
Une société homonyme antérieure est fondée en 1994 par Tim Renner en tant que filiale de PolyGram, qui a été intégrée à Universal Music Group en 1998. Tim Renner devient le directeur allemand d'Universal Music, tout en continuant à diriger Motor Music. Jusqu'en 2004, Motor Music édite des groupes tels que Rammstein et Element of Crime.
Avec la réorganisation des activités pop au sein d'Universal Music, Tim Renner décide en 2004 de démissionner de sa fonction au sein de la branche allemande d'Universal. Il se sépare d'Universal, refonde Motor Music en dehors d'Universal, puis commence à travailler au développement de nouveaux artistes. Il crée également la station de radio Motor FM, qui commence à émettre régulièrement en février 2005. Dans un premier temps, le programme, qui ne comportait presque pas de publicité ni d'informations, était axé sur la musique alternative et germanophone. Outre la diffusion terrestre, il est également possible de l'écouter en streaming sur Internet. La station de radio devait permettre d'expérimenter de nouvelles formes de commercialisation de la musique.
Parallèlement à Motor FM, la diffusion de Motor TV débute en septembre 2006. Il s'agit d'une chaîne de télévision diffusée via IPTV et DVB-T, dont les programmes principaux sont similaires à ceux de la station de radio. Motor FM et Motor TV cessent entre-temps d'émettre. En 2011, Motor FM donne naissance à Flux FM.
Depuis 2009, Motor Music ou Motor Entertainment existe en tant que service de label Rent A Recordcompany. Les artistes conservent leurs droits et rémunèrent le service de label de Motor en lui versant une participation aux recettes du projet. Ces artistes publient entre autres des albums chez Motor Music : Westernhagen, Selig, Max Giesinger, Thorsten Willer, Moneybrother, The bianca Story, NESSI, Emigrate, Jan Blomqvist, Alice Phoebe Lou, PeterLicht, Super700, Phillip Boa and the Voodooclub.
En outre, Motor Entertainment possède également un management, la maison d'édition Motor Songs ainsi que le magazine en ligne motor.de. 

## Groupes et artistes
- 4Lyn
- Alice Phoebe Lou
- Amy Winehouse
- Andreas Dorau
- Die Ärzte
- Delorentos
- Dorfdisko
- Editors
- Emigrate
- Herrenmagazin
- Hund am Strand
- Jennifer Rostock
- Kellermensch
- Klee
- Koufax
- Max Giesinger
- Missent to Denmark
- Moonlight Breakfast
- NEØV[3]
- Orpheo
- Patrick Wolf
- PeterLicht
- Phillip Boa and the Voodooclub
- Photonensurfer
- Polarkreis 18
- Rainer von Vielen
- Rammstein
- Schrottgrenze
- SoKo
- Storm Resistant
- Subway to Sally
- Super700
- TempEau
- The Bianca Story
- The Secluded
- Thom Yorke
- Thorsten Willer
- Tocotronic
- Virginia Jetzt!
- Ween
- Winson
- Wir sind Helden
- Yeah Yeah Yeahs
- Zoot Woman